# 愛知県を舞台とした作品一覧
愛知県を舞台とした作品一覧（あいちけんをぶたいとしたさくひんいちらん）では、愛知県内をモチーフあるいはロケーション撮影地にした小説、アニメーション、テレビドラマ等を記述する。

## 文芸

### 代表的な作品
- 1リットルの涙（木藤亜也）[1]
- 嘘（新美南吉）
- ごん狐（新美南吉）
- 信長公記（太田牛一）
- 1980アイコ十六歳（堀田あけみ）[2]
- 色彩を持たない多崎つくると、彼の巡礼の年（村上春樹）[3]
- 東海道中膝栗毛
- 泣けない魚たち（阿部夏丸）
- 名古屋スケッチ（小酒井不木）
- 濃尾参州記 - 街道をゆく（司馬遼太郎）
- 三河物語（大久保忠教）

### 小説・ライトノベル
- アース・ガード -ローカル惑星防衛記-（小川一水）[4]
- 愛知県の秘密（斎藤栄）
- 甘栗と戦車とシロノワール（太田忠司）
- 有松恋染めノスタルジー（藍生有）
- アルテミスの反乱 2039（秋月達郎）
- 石榴（江戸川乱歩）[2]
- イージーオール（谷村龍兒）
- 1ポンドの悲しみ（石田衣良）
- いつか来る季節名古屋タクシー物語（広小路尚祈）[5]
- 今池電波聖ゴミマリア（町井登志夫）[2]
- 伊良湖・犬山殺人ライン（深谷忠記）
- 伊良湖岬殺人水道（梓林太郎）
- 伊良湖岬の殺人（山村美紗）
- うしろのしょうめんだあれ 一角獣奇譚（秋月達郎）
- EXPO'87（眉村卓）
- S&Mシリーズ（森博嗣）
- Xシリーズ（森博嗣）
- Hは人のためならず（後藤みわこ）[3]
- 大須裏路地おかまい帖 あやかし長屋は食べざかり（神凪唐州）[6]
- 大須なもなもイレギュラーズ（石田衣良）[7]
- 大雷雨夜の殺人（小酒井不木）[2]
- 屋上屋台しのぶ亭 〜秘密という名のスパイスを添えて〜（神凪唐州）[8]
- 織田信長（山岡荘八）
- オニキス - 公爵令嬢刑事 西有栖宮綾子  (古野まほろ)
- おやすみラフマニノフ（中山七里）[3]
- オリーブ（吉川トリコ）[3]
- 尾張春風伝（清水義範）[2]
- 尾張路殺人哀歌:喪失の殺人者（石川真介）[2]
- おれたち戦国ロボサッカー部!（奈雅月ありす）[9]
- 帰らざる夏（加賀乙彦）
- 確証（小谷剛）[2]
- 学年ビリのギャルが1年で偏差値を40上げて慶應大学に現役合格した話（坪田信貴）
- 風は山河より（宮城谷昌光）
- 川のある街 - 伊勢湾台風物語（清水義範）[2]
- 亀甲鶴（小栗風葉）
- 金鯱の夢（清水義範）[2]
- 絆（江上剛）
- きみに届け。はじまりの歌（沖田円）[10]
- 清須会議（三谷幸喜）[11]
- 雲の涯 ぼくらの太平洋戦争（宗田理）
- クロクロクロック1/6（入間人間）
- 煙（松岡圭祐）
- 学校のセンセイ（飛鳥井千砂）[2]
- 銀色の絆（雫井脩介）
- 銀の電車に乗るまでに（堀田あけみ） - 同作者の『まほうの電車』は改題したもの[2]。
- 銀盤のトレース（碧野圭）[2]
- グッモーエビアン!（吉川トリコ）[2]
- 国盗り物語（司馬遼太郎）
- 黒猫茶房の四季つづり（菅沼理恵）[12]
- 下天は夢か（津本陽）
- 元禄畳奉行秘聞シリーズ（池端洋介）
- 鋼鉄城アイアン・キャッスル（手代木正太郎）[13]
- 功名が辻（司馬遼太郎）
- 桜の下殺人事件（西村京太郎）
- さよならドビュッシー（中山七里）[2]
- さよならドビュッシー前奏曲 要介護探偵の事件簿（中山七里）
- 三州吉良殺人事件（内田康夫）[14]
- Gシリーズ（森博嗣）
- 四季シリーズ（森博嗣）
- 時空断裂!蒼空燃ゆ -歴史改変を阻止せよ（米田淳一）
- 獅子丸一平（川口松太郎）
- 四十九日のレシピ（伊吹有喜）
- 静おばあちゃんと要介護探偵（中山七里）
- 自動車の女:三河路殺人慕情（石川真介）
- シャドウゲーム　(大沢在昌)
- 十四歳の遠距離恋愛　(嶽本野ばら)
- 女子大小路の名探偵（秦建日子）[15]
- 震災列島（石黒耀）[2]
- 新書太閤記（吉川英治）
- シンデレラ名古屋嬢殺人事件（石川真介）
- 新三河物語（宮城谷昌光）
- ステージ・オブ・ザ・グラウンド（蒼山サグ）
- スガリさんの感想文はいつだって斜め上（平田駒）
- スガリさんの感想文は絶え間ない嵐の中（平田駒）
- スパルタの海（上之郷利昭）
- すべてがFになる（森博嗣）
- 世界でいちばん長い写真（誉田哲也）[16]
- 世界で2番目におもしろいライトノベル。（石原宙）
- セーラー服と黙示録  (古野まほろ)
- ぞうれっしゃがやってきた（小出隆司）
- その男、保釈金三億円也。（宮崎学）
- 蕎麦ときしめん（清水義範）[2]
- 占星術殺人事件（島田荘司）
- 喪失の儀礼（松本清張）
- たかが殺人じゃないか 昭和24年の推理小説（辻真咲)
- 誰が疑問符を付けたか？（太田忠司）
- 太郎物語（曾野綾子）[2]
- 探偵藤森涼子の事件簿シリーズ（太田忠司）
- 電車で行こう! 超難解!?名古屋トレインラリー（豊田巧） [9]
- 電波女と青春男（入間人間）[4]
- 知多半島殺人事件（西村京太郎）
- 知多半島殺人連鎖（石川真介）
- 散りぬる桜　あいのこ船（秋月達郎）
- 徳川家康（山岡荘八）
- 徳川闘将伝（秋月達郎）
- 十津川警部 三河恋唄（西村京太郎）[14]
- DOG DAYS（都築真紀）
- 中村遊廓（尾崎士郎）[2]
- 名古屋・今池界隈（林礼子）[3]
- 名古屋お疲れメシ通信（森崎緩）[17]
- 名古屋殺人事件（矢島誠）[2]
- 名古屋16話（吉川トリコ）[3]
- 名古屋1997（高井信）[2]
- 名古屋駅西 喫茶ユトリロ（太田忠司）[18]
- 名古屋四間道・古民家バル きっかけは屋根神様のご宣託でした（神凪唐州）
- ナゴヤドームで待ち合わせ（太田忠司、吉川トリコ、鳥飼否宇、広小路尚祈、深水黎一郎）[18]
- 名古屋の逆襲（高井信）
- 名古屋ベネチアングラス殺人事件（大谷羊太郎）[2]
- 名古屋わらべうた幽霊事件（風見潤）[2]
- 七色の毒/紫の菫花（中山七里）
- ネクラ少女は黒魔法で恋をする（熊谷雅人）[4]
- 信長の軍師（岩室忍）
- 信長燃ゆ（安部龍太郎）
- バカが全裸でやってくる（入間人間）
- 白鳥とコウモリ（東野圭吾）[19]
- 八月のリピート 僕は何度でもあの曲を弾く（喜多南）[18]
- 花の大正琴（小橋博史）[3]
- 花舞う里（古内一絵）[20]
- 遥かに届くきみの聲（大橋崇行）
- 春に来る鬼 〜骨董店「蜻蛉」随縁録〜（日向真幸来）
- 光る崖（夏樹静子）
- 一粒の麦（賀川豊彦）[21]
- “B.A.D.”Beyond Another Darkness（綾里けいし）
- Vシリーズ（森博嗣）
- 伏魔殿（松岡圭祐）
- 不等辺三角形　(内田康夫)
- 冬の派閥（城山三郎）[2]
- ぶらりぶらこの恋（吉川トリコ）
- 不連続線＝第２回鮎川哲也賞受賞作（石川真介）
- ベネチアングラスの謎 霞田志郎の推理（太田忠司）
- 謀略と欲望の伊勢志摩妖鬼（石川真介）…岡崎市と豊田市
- ボーダレス・ケアラー 生きてても、生きてなくてもお世話します（山本悦子）[18]
- ボルトブルース（秋山鉄）
- 本当にあった児童施設恋愛（中島省吾）
- 負けヒロインが多すぎる!（雨森たきび）[22]
- ミート・ザ・ジャンパーズ!（太田忠司）[23]
- 峰雲へ（阿部夏丸）[14]
- 三河雑兵心得（井原忠政）[24]
- 三河湾殺人望郷歌（宗田理）
- ミステリなふたりシリーズ（太田忠司）
- 水の歌（山田もと）[18]
- 碧と花電車の街（麻宮ゆり子）[6]
- 見よ、飛行機の高く飛べるを（永井愛）
- 宗春躍如（大野健）
- 紫の悲劇（太田忠司）
- 八事の町にもやさしい雪は降るのだ（宮野入羅針）[25]
- やっとかめ探偵団シリーズ（清水義範）[2]
- 遊女（ゆめ）のあと（諸田玲子）[2]
- 夢見が丘（横井哲正）
- 零式戦闘機（吉村昭）
- 煉瓦の雨（沖野岩三郎）
- 両刃の斧（大門剛明）
- 林檎の白い花（一里塚博）[14]
- 和時計の館の殺人（芦辺拓）[2]

### 随筆
- 乱歩打明け話（江戸川乱歩）
- 旅順海戦館（江戸川乱歩）

## 映画
- アイコ十六歳（1983年）[1]
- 伊勢湾台風物語（1989年、アニメーション映画）[1]
- いちばん美しい夏（2001年）[1]
- 宇宙の法則（1990年）[11][1]
- A.F.O（2014年）[26]
- おかざき恋愛四鏡（2019年）[27]
- おっさんずルネッサンス（2020年）[28]
- 男はつらいよ 寅次郎の休日（1990年）
- 溺れる人（2000年）[1]
- 折り梅（2001年）[1][1]
- 音楽（2020年、アニメーション映画）[29]
- 風たちの学校（2025年）[30]
- 風に逆らう流れ者（1961年）
- 郷土の風（2009年）
- 空白（2021年）[31]
- 朽ちないサクラ（2024年）[32]
- グッモーエビアン!（2012年）[33]
- ゲロッパ!（2003年）[11][1]
- 玄牝（2010年）
- ゴジラvsモスラ（1992年）
- SAKURA ボンベイtoカリヤ（2006年、インド映画）
- さまよう人 いざなう月（2016年）[34]
- さよならドビュッシー（2013年）
- したまち金魚（2022年）[35]
- 自転車吐息（1990年）[1]
- SHA-CHI-HO-KO（2002年）
- 修羅がゆく11 名古屋頂上戦争（2000年）[1]
- 十六歳の戦争（1974年）[11]
- 少女〜an adolescent（2002年）[11][1]
- 女子大小路の名探偵（2023年）[36]
- 新・男はつらいよ（1970年）[11]
- 心中天使（2011年）[37]
- 人生劇場（1983年）[1]
- スイッチバック（2020年）[38]
- スパルタの海（1983年）[11]
- 制空（1945年）[39]
- 世界でいちばん長い写真（2018年）
- センターライン（2019年）[40]
- ゾウ列車がやってきた（1992年、アニメーション映画）
- ゾッキ（2021年）
- それぞれの旅立ち（1985年）
- 大怪獣空中戦 ガメラ対ギャオス（1967年）[11][1]
- 大仏廻国・中京編（1934年）[41]
- タカハマ物語（2012年）[42]
- ダムド・ファイル エピソード・ゼロ（2003年）[1]
- 小さき勇者たち〜ガメラ〜（2006年）[11]
- 築城せよ!（2009年）[11]
- ちゃんと伝える（2009年）[11]
- 釣りバカ日誌2（1989年）[11]
- ディア・ファミリー（2024年）[43]
- デッドエンドの思い出（2019年）[44]
- 電送人間（1960年）
- TRAVERSE（2019年）[45]
- 長い散歩（2006年）[11]
- 泣きたい私は猫をかぶる（2020年、アニメーション映画）[46]
- なけもしないくせに（2016年）[47]
- 名も無い日（2021年）[48]
- 猫企画（2018年、アニメーション映画） - 名古屋市を元にしたニャゴヤ・シティが舞台[49]
- ねことじいちゃん（2019年）[50]
- ノイズ（2022年）
- 80年後のあなたへ（2025年5月16日公開予定）[51]
- 早咲きの花（2006年）[11]
- ハンテッド（1995年、アメリカ映画）[11][1]
- 彼岸花（1958年）
- BISHU 〜世界でいちばん優しい服〜（2024年）[52]
- 緋牡丹博徒 花札勝負（1969年）[1]
- ビリギャル 学年ビリのギャルが1年で偏差値を40上げて慶應大学に現役合格した話（2015年）[53]
- ビルと動物園（2008年）[54]
- ファミリア（2023年）[55]
- 風雲児 織田信長（1959年）[56]
- フグとタコと僕らのミライ（2024年）[57]
- 僕と彼女とラリーと（2021年）[58]
- 星めぐりの町（2018年）[59]
- ボンベイtoナゴヤ（1997年、インド映画）[60]
- MY HOUSE（2012年）[61]
- まむしの兄弟 刑務所暮し四年半（1973年）[62]
- マリッジカウンセラー（2023年）[63]
- 護り屋「願い」（2022年）[64]
- ミスター・ベースボール（1992年、アメリカ映画）[11][1]
- モスラ対ゴジラ（1964年）[11]
- Love in Japan（2006年、インド映画）
- Re:Play-Girls リプレイガールズ（2010年）[65]
- 風立ちぬ（2013年）[66]
- チョコリエッタ（2014年）
- 名探偵コナン 緋色の弾丸（2021年）
- リトル・サブカル・ウォーズ〜ヴィレヴァン!の逆襲〜（2020年）[67]
- レディ in ホワイト（2018年）[68]
- 連続殺人鬼 冷血（1984年）
- わたのまち、応答セヨ（2025年）[69]
- WAYA! 宇宙一のおせっかい大作戦（2011年）[70]
- 映画 五等分の花嫁（2022年）

### 短編映画
- 家族マニュアル（2019年）[71]
- ガマゴリ・ネバーアイランド（2012年）[72]
- きしめんちゃん（2010年）[73]
- せみのこえ（2020年）[74]
- 名古屋MEN'S物語（2010年）[75]
- MIRRORLIAR FILMS Season7（2025年）[76]
  - SUNA
  - Victims

## テレビドラマ
- 1970ぼくたちの青春（フジテレビ）
- 1リットルの涙（フジテレビ）
- なごや寿ロックンロール （フジテレビ）
- 桶狭間 OKEHAZAMA〜織田信長〜（フジテレビ）
- 純喫茶に恋をして 名古屋編（フジテレビTWO）[77]
- アイコ16歳（TBS）
- 勝田清孝に間違えられた男（TBS）[78]
- 木曜ゴールデンドラマ「冷血」（よみうりテレビ）
- そうか、もう君はいないのか（TBS）[79]
- 西部警察 PART-II「戦慄のカーニバル」、「決戦・地獄の要塞」（テレビ朝日）
- LEADERS リーダーズ（TBS）
- 旅人検視官 道場修作 愛知県蒲郡・西浦温泉殺人事件（BS日テレ）[80]
- エスパー魔美（NHKドラマ）[81]
- 刑事の現場（NHKドラマ）[11]
- 中学生日記（NHKドラマ）[2]
- 二本の桜（NHKドラマ）
- 全力離婚相談（NHKドラマ）[82]
- 象列車がやってきた（NHKスペシャル 終戦60年関連企画）[83]
- 15歳の志願兵（NHKスペシャル 終戦特集ドラマ）[84]
- ファイブ（NHK正月ドラマスペシャル）
- 純情きらり（NHK連続テレビ小説）[11]
- 天使みたい - Twin Angel's Story - （NHKドラマ愛の詩）
- 東芝日曜劇場（中部日本放送製作分の一部）
- どっちがどっち!（NHKドラマ愛の詩）
- 幻のペンフレンド2001（NHKドラマ愛の詩）
- 名古屋お金物語（NHKドラマ新銀河）
- 名古屋お金物語2（NHKドラマ新銀河）
- 庭師サッちゃん（NHKドラマ新銀河）
- なごや千客万来（NHKドラマ家族模様）
- 名古屋仏壇物語（NHK月曜ドラマシリーズ）
- 太郎の青春（NHK銀河テレビ小説）
- 名古屋ラブソング（NHK銀河テレビ小説）
- 七色のおばんざい（NHK夜の連続ドラマ）
- 太陽の罠（NHK土曜ドラマ）[85]
- 豊臣兄弟!（NHK大河ドラマ）[86]
- 星野仙一物語 〜亡き妻へ贈る言葉（TBS）
- マチ工場のオンナ（NHKドラマ10）[87]
- 真夜中のスーパーカー（NHK地域発ドラマ）[88]
- 黄色い煉瓦〜フランク・ロイド・ライトを騙した男〜（NHK地域発ドラマ）[89]
- みんな!エスパーだよ!（テレビ東京）[90]
- 加藤家へいらっしゃい! 〜名古屋嬢っ〜（メ〜テレ）[11]
- ダムド・ファイル（メ〜テレ）[91]
- 嵐がくれたもの（東海テレビ）
- 嵐の涙〜私たちに明日はある〜（東海テレビ）[92]
- 江戸からきたキラくん（東海テレビ、西尾市制７０周年記念ドラマ）[93]
- 最高のオバハン 中島ハルコ（東海テレビ）[94]
- 名古屋嫁入り物語（東海テレビ）[2]
- モウソウ刑事!（東海テレビ）[95]
- 大誘拐2018（東海テレビ開局60周年記念スペシャルドラマ）[96]
- ただいま 大須商店街（東海テレビ開局60周年記念エリアドラマ）[97]
- 氷山のごとく（東海テレビ）
- 我が家の夏〜リバー・サイド・ファミリー〜（東海テレビ）[98]
- 我が家の夢〜WRCと恋のかけ橋〜[99]
- 家族の写真（東海テレビ新春エリアドラマ）[100]
- ようこそ家族のかたち（東海テレビ×江南市制70周年記念ドラマ）[101]
- 直子センセの診察日記（CBC）
- 花祭（CBC）[102]
- おかげ様で!（CBC創立60周年×名古屋青年会議所設立60周年記念番組）[103]
- ハートロス 〜虹にふれたい女たち〜（CBCテレビ開局60周年記念スペシャルドラマ）[104]
- 金の殿〜バック・トゥ・ザ・NAGOYA〜（CBC開局60周年記念ドラマ）[105]
- ボイメン新世紀 祭戦士ワッショイダー（CBC）[106]
- アイドル、よし!（CBCテレビ）[107]
- Link!（CBCテレビ）[108]
- 名駅1丁目1番1号 〜人と、幸せを、つなぐ場所。〜（中京テレビ）
- 翔べ!工業高校マーチングバンド部〜泣き虫先生が僕らに教えてくれたこと〜（中京テレビ開局50周年記念ドラマ）[109]
- あなたは一宮モーニングで謎を解く（中京テレビ）[110]
- 令和の三英傑!（中京テレビ開局55周年記念ドラマ）[111]
- 佐藤二朗と斎藤工が行きたくない街No.1名古屋のドラマに出演するにあたり色々考えてみた（テレビ愛知）[112]
- スケート靴の約束（テレビ愛知）[113]
- どーする?ごはん（テレビ愛知）[114]
- ヤバチョウモノガタリ（テレビ愛知）[115]
- よくある勇者が現代に来ちゃったやーつ（テレビ愛知）[116]
- 忘れっぽいハムレット（テレビ愛知）
- サムデイ（韓国ドラマ）[117]
- 最終列車で始まる恋（メ〜テレ）[118]
- 三人兄弟（メ〜テレ）[119]
- 名古屋行き最終列車（メ〜テレ）
- まかない荘（メ〜テレ）[120]
- ミステリなふたり（メ〜テレ）[121]
- ヴィレヴァン! ―名古屋が生んだ奇跡のギリギリな物語―（メ〜テレ）
- 国盗り物語（NHK大河ドラマ/テレビ東京）
- 徳川家康（NHK大河ドラマ/TBS大型時代劇スペシャル）
- 徳川家康と三人の女
- Halo Halo House〜ホセのニッポン・ダイアリー（フィリピン国営放送）[122]
- PJ 〜航空救難団〜（テレビ朝日）[123]

## オリジナルビデオ
- 極道恐怖大劇場 牛頭 GOZU（2003年、ビデオ映画）[1]
- 実録名古屋やくざ戦争シリーズ
- 制覇
- 名鉄電車グラフティ

## 音楽
県民歌については「われらが愛知」を、県内の各市町村が定める公的な市町村歌については愛知県の市町村歌一覧を参照。
（中部地方のご当地ソング一覧#愛知県も参照のこと）
- SKE48（SKE48）
- 羽豆岬（SKE48）
- 一宮の夜（つボイノリオ）
- 名古屋はええよ!やっとかめ（つぼイノリオ）
- 伊良湖悲曲（若山かずさ）
- 伊良湖岬（水森かおり）
- いんちゃんほい（あいティーンズ）
- 奥三河の女（秋山涼子）
- 白い街（石原裕次郎）
- 名古屋の女（北島三郎）
- 名古屋のひとよ（真咲よう子）
- 名古屋ブルース（真咲よう子）
- 名古屋慕情（松原美穂）[124]
- HOME TOWN 名古屋編（ザ!!トラベラーズ）
- 名城線（ミソッカス）
- 椰子の実（詞：島崎藤村 曲：大中寅二）
- 矢作川（野村未奈）

## ゲーム
- あーぱーみゃあどっく
- 五等分の花嫁 ～彼女と交わす五つの約束～（名古屋市、蒲郡市）
- 首都高バトル01（名古屋高速道路）
- すべてがFになる
- 湾岸ミッドナイト MAXIMUM TUNEシリーズ（3DXから登場）（名古屋高速道路）
- 紡ロジック
- デゼニワールド
- 電車でGO!名古屋鉄道編
- とことん地下鉄!!大名古屋
- パチンコ物語2 〜名古屋シャチホコの帝王〜
- ぼくは航空管制官2 セントレア中部国際空港
- ぼくは航空管制官2 名古屋ジャンブルエアポート
- ぼくは航空管制官3 中部国際空港セントレア
- 特殊報道部
- レインボーシックス シージ[125]   (SATの2人が愛知県警でもある)
- 夏色公園 〜電波塔の下で愛を語る〜（アダルトゲーム）（名古屋市/久屋大通公園）
- ままらぶ（アダルトゲーム）
- 喫茶ステラと死神の蝶（アダルトゲーム）（名古屋市）
- キラ☆キラ（アダルトゲーム）
- 恋愛家庭教師ルルミ★Coordinate!（アダルトゲーム）（名古屋市）
- 龍が如く5（名古屋市栄）

## 漫画
- アクトレス（山田謙二）
- あさドラ!（浦沢直樹）[126]
- あとかたの街（おざわゆき）[127]
- あのコと一緒（藤末さくら）[128]
- 宇宙戦艦ティラミス（作：宮川サトシ 画：伊藤亰）
- うみゃーがね!名古屋大須のみそのさん（作：Swind 画：くりきまる）
- うさぎドロップ（宇仁田ゆみ）
- 美味しい名古屋を食べに行こまい 絶品!名古屋メシ（榊こつぶ）[128]
- 織田信長（横山光輝）
- 織部姉妹のいろいろ（くも子）[129]
- 終わりのセラフ（鏡貴也）
- 終わりのセラフ 一瀬グレン、16歳の破滅（浅見よう）
- カフェオレはエリクサー〜喫茶店の常連客が世界を救う。どうやら私は錬金術師らしい〜（富士とまと）[130]
- さんかく屋根街アパート（藤末さくら）[131]
- 色兼ネル（河惣益巳）[128]
- オートマン（作：柞刈湯葉 画：中村ミリュウ）[132]
- かたくり（マイカタ）[133]
- かりん歩（柳原望）[134]
- 気分は形而上（須賀原洋行）
- 煙と蜜（長蔵ヒロコ）[135]
- 恋は論破できない（柳原望）[136]
- こけももさん（なかしまゆみこ）
- 五等分の花嫁（春場ねぎ）
- ゴリラーマン（ハロルド作石）
- コレクターズ（西UKO）
- PSYREN_-サイレン-（岩代俊明）
- 咲けよ花咲け！（モリコロス）
- THE BAND（ハロルド作石）
- サボテンの娘（桐原いづみ）[137]
- シティライツ（大橋裕之）[138]
- しなこいっ（作：黒神遊夜 画：神崎かるな）[128]
- シャイニードール（一瀬ルカ）
- 新やじきた道中記（長谷川町子）
- 人類ネコ科（みず谷なおき）
- センゴク（宮下英樹）
- ソラノヤ（有馬ツカサ）[139]
- DIRTY WORK（作：たかはまこ 画：貞本義行）
- 高杉さん家のおべんとう（柳原望）[140]
- だもんで豊橋が好きって言っとるじゃん!（佐野妙）[141]
- ちゅうじょ 中京女子大レスリング部物語（中祥人）
- てんむす（稲山覚也）[142]
- 徳川家康（横山光輝）
- ともみさんとのりまき（くるねこ大和）
- トラとミケ（ねこまき）[143]
- 内藤死屍累々滅殺デスロード（宇津江広祐）
- 名古屋嬢のエリカさま（かれん）
- 名古屋嬢のマリコさま（かれん）[128]
- 名古屋民俗学外電 ABフリャー（作：家田荘子 画：清水洋三）[128]
- 南海トラフ巨大地震（作：biki 画：よしづきくみち）[144]
- ねことじいちゃん（ねこまき）[145]
- ノイズ【noise】（筒井哲也）
- のうりん野生（作：白鳥士郎 画：町田とし子）[146]
- 信長協奏曲（石井あゆみ）
- 信長のシェフ（作：西村ミツル 画：梶川卓郎）
- のぼさんとカノジョ?（モリコロス）
- ハイエナ小町（中村かなこ）
- 徘徊女子（やんむら）
- はじめての甲子園（火村正紀）
- ハムスターの研究レポート（大雪師走）
- 瞳のフォトグラフ（杜講一郎×さくらあかみ）[128]
- へうげもの（山田芳裕）
- 碧南一家（加藤まさみ、村瀬範行）
- 僕のヒーローアカデミア（堀越耕平）
- 本命はポニーテール（結城さくや）
- 薪窯のパンドラ（くずもちまつり）[147]
- 負けヒロインが多すぎる!（作：雨森たきび 画：いたち）
- まじかる☆タルるートくん（江川達也）
- 魔法少女全員おじさん（諏訪符馬）[148]
- メダリスト（つるまいかだ）[149]
- モジポニカ!（安藤正基）[150]
- 八十亀ちゃんかんさつにっき（安藤正基）[151]
- ヤヌスの鏡（宮脇明子）
- やんちゃギャルの安城さん（加藤雄一）
- 夢見るメイドのティータイム（みやしろ）[152]
- よしえサン（須賀原洋行）[128]
- RiN（ハロルド作石）

## テレビアニメ・オリジナルアニメ

### 県内を主な舞台地・モデル地にした作品
- うさぎドロップ[11]
- 大須のぶーちゃん[153]
- 俺がお嬢様学校に「庶民サンプル」としてゲッツされた件 - 博物館明治村に移設された旧西郷従道住宅をモデルとした建物が登場する。
- 終わりのセラフ 名古屋決戦編
- かよえ!チュー学
- 五等分の花嫁[154] - 東海市の太田川駅周辺がよく描かれている。
- 五等分の花嫁∬
- ジオブリーダーズ
- シキザクラ[155]
- すべてがFになる THE PERFECT INSIDER[66]
- 電波女と青春男[11] - 名古屋市。第1話で名古屋駅と周辺が登場する。
- ひかり 〜刈谷をつなぐ物語〜　刈谷市制65周年記念事業の一環として制作された、刈谷市の観光名所、特産品、歴史等をPRするため、刈谷市を舞台にしたショートアニメーション。
- 武装少女マキャヴェリズム
- 負けヒロインが多すぎる! - 豊橋市
- まじかる☆タルるートくん - 作中に登場する岸麺太郎とその家族が尾張弁を喋り話の舞台が名古屋市内に設定されている。
- メダリスト - 名古屋市が主な舞台のフィギュアスケート作品。愛知県内の名古屋スポーツセンターや邦和みなと スポーツ&カルチャー等のスケートリンクが登場する。
- モリゾーとキッコロ[156]
- やっとかめ探偵団[157]
- 八十亀ちゃんかんさつにっき[158]

### 県外を主な舞台地・モデル地にしているが県内の風景も登場する作品
- エウレカセブンAO - 主な舞台は日本から独立した沖縄。作中に登場する日本国は名古屋が首都であり、自衛軍を統括する自衛省などの国家機関が置かれている。
- 新世紀エヴァンゲリオン - ビデオ版の21話「ネルフ、誕生」で冬月がセカンドインパクト後に豊橋市跡でもぐりの医者をしている。
- つり球 - 主な舞台は神奈川県藤沢市。
- DEVIL SURVIVOR 2 the ANIMATION
- 信長協奏曲[66]
- 化物語[154] - 主人公が通う高校のモデルとして名古屋国際会議場が登場する。
- 響け!ユーフォニアム - 本作品は京都府宇治市が舞台であるが全日本吹奏楽コンクール中学・高校の部の全国大会が開催される名古屋国際会議場がオープニングの最後に登場する。
- Fate/Zero - 博物館明治村に展示されている聖ザビエル天主堂などの多数の建造物がモデルとして使用されている。
- 普通の女子校生が【ろこどる】やってみた。 - ロコドルフェスタの開催地が名古屋市。
- Free!-Eternal Summer- - 地方大会の開催地が名古屋市。
- 僕は友達が少ない - メインの舞台は岐阜市郊外だが、主人公たちが名古屋市へ遊びに行くシーンで名古屋駅が登場。
- 〈物語〉シリーズ セカンドシーズン[154] - 大須にある赤門通・裏門前町通交差点の信号機が登場する。
- ラブライブ!サンシャイン!! - 作中にモデルとして名古屋駅周辺と久屋大通公園、日本ガイシホールが登場する。
- リトルバスターズ! - 作中に尾張旭駅をモデルとした駅が登場する。
- 恋愛ラボ - 作中に登場する私立藤崎女子中学校の校門は博物館明治村の正門がモデルとなっている。

## ラジオドラマ
- 尾張春風伝（NHK-FM青春アドベンチャー）
- テレビ塔の下で（NHK-FM FMシアター）
- 元中学生日記（NHK-FM青春アドベンチャー）
- 黄泉のカラス（NHK-FM FMシアター）

## ドキュメンタリー
- 痛快!ビッグダディ
- プロジェクトX
  - 第88回「命の水暴れ川を制圧せよ～日本最大愛知用水13年のドラマ」
  - 第174回「名古屋城再建 金のシャチホコに託す」

## 絵画
- 東海道五十三次
- 長篠合戦図屏風